# Tractat entre l'Imperi Romà d'Orient i la República de Venècia del 1082
El tractat entre l'Imperi Romà d'Orient i la República de Venècia del 1082 va ser un pacte de comerç i defensa signat entre l'Imperi Romà d'Orient i la República de Venècia, en la forma d'un crisòbul emès per l'emperador Aleix I Comnè. Aquest tractat va proporcionar als venecians importants concessions comercials a canvi del seu ajut a les guerres contra els normands, va tenir un impacte important tant a l'Imperi com a la República que més tard afectaria a la seva història durant alguns segles.

## Estipulacions
L'Imperi Romà d'Orient va fer un gran nombre de concessions comercials a la República de Venècia a canvi de suport militar contra els normands, que van envair i conquerir diverses possessions romanes d'Orient dins i fora de l'imperi. D'acord amb el tractat, els romans d'Orient permetrien als venecians el dret a comerciar en tot l'imperi sense la imposició d'impostos. Als venecians també se'ls permetria el control de les instal·lacions del port principal de Constantinoble, juntament amb el control de diverses oficines públiques. El tractat també va concedir diversos honors al Dux de Venècia. Finalment, als venecians se'ls va concedir el seu propi districte dintre de Constantinoble, amb botigues, una església i una fleca, el que podria ser comparat amb les concessions del colonialisme del segle xix.
En canvi d'aquestes concessions comercials, l'Imperi Romà d'Orient va sol·licitar el suport militar dels venecians, especialment en forma de vaixells, ja que l'Imperi no tenia marina de la que disposar.

## Conseqüències
L'ajut militar promès per la República de Venècia de fet mai no hi va arribar. Els venecians realment no van fer res per aturar els normands, però van aconseguir grans beneficis dels nous avantatges comercials que van gaudir a causa del tractat. La capacitat de l'Imperi Romà d'Orient per recuperar-se es va reduir considerablement, a causa dels immensos ingressos als quals l'Imperi havia renunciat quan es va permetre als venecians comerciar lliurement sense la imposició d'impostos. Això va reduir el poder de recuperació de l'imperi, i, finalment va començar el seu declivi terminal.